# Појана (Мотошени)
Појана (рум. Poiana) насеље је у Румунији у округу Бакау у општини Мотошени. Oпштина се налази на надморској висини од 278 m.

## Становништво
Према подацима из 2011. године у насељу је живело 520 становника.